# 非洲藤蛇属
非洲藤蛇属（学名：Thelotornis）是游蛇科的一属。

## 下属物种
本属包括以下物种：
- Thelotornis capensis Smith, 1849
- Thelotornis kirtlandii (Hallowell, 1844)
- 莫桑比克非洲藤蛇 Thelotornis mossambicanus (Bocage, 1895)
- Thelotornis usambaricus Broadley, 2001